# Пржемысл Отакар II
Прже́мысл О́такар II или Пршемысл Отакар II (чеш. Přemysl Otakar II.), также известный как Оттокар II (нем. Ottokar; 1233 — 26 августа 1278) — король Чехии с 22 сентября 1253 года (коронация 25 декабря 1261 года), герцог Австрии с 6 декабря 1250 по 21 ноября 1276 года. Из династии Пржемысловичей. Один из самых могущественных и богатых монархов своего времени, имел прозвище «Король Железный и Золотой» (чеш. Král železný a zlatý).

## Молодые годы
Пржемысл Отакар был вторым сыном чешского короля Вацлава I Одноглазого и Кунигунды Швабской, правнучки герцога Швабии Фридриха II Штауфена. После смерти своего старшего брата Владислава Моравского в 1247 году Пржемысл Отакар стал единственным наследником чешского престола.
При жизни отца Отакар управлял Моравским маркграфством, а в 1248 году недовольные чешские аристократы предложили молодому принцу возглавить восстание против своего отца и получить корону чешского королевства. Вацлав I, однако, смог сдержать честолюбие своего сына и на короткое время даже заключил его в замок Пршимда. После освобождения активность Пржемысла Отакара II направилась в новое русло: в сторону Австрийского герцогства.

## Вступление на престол Австрии

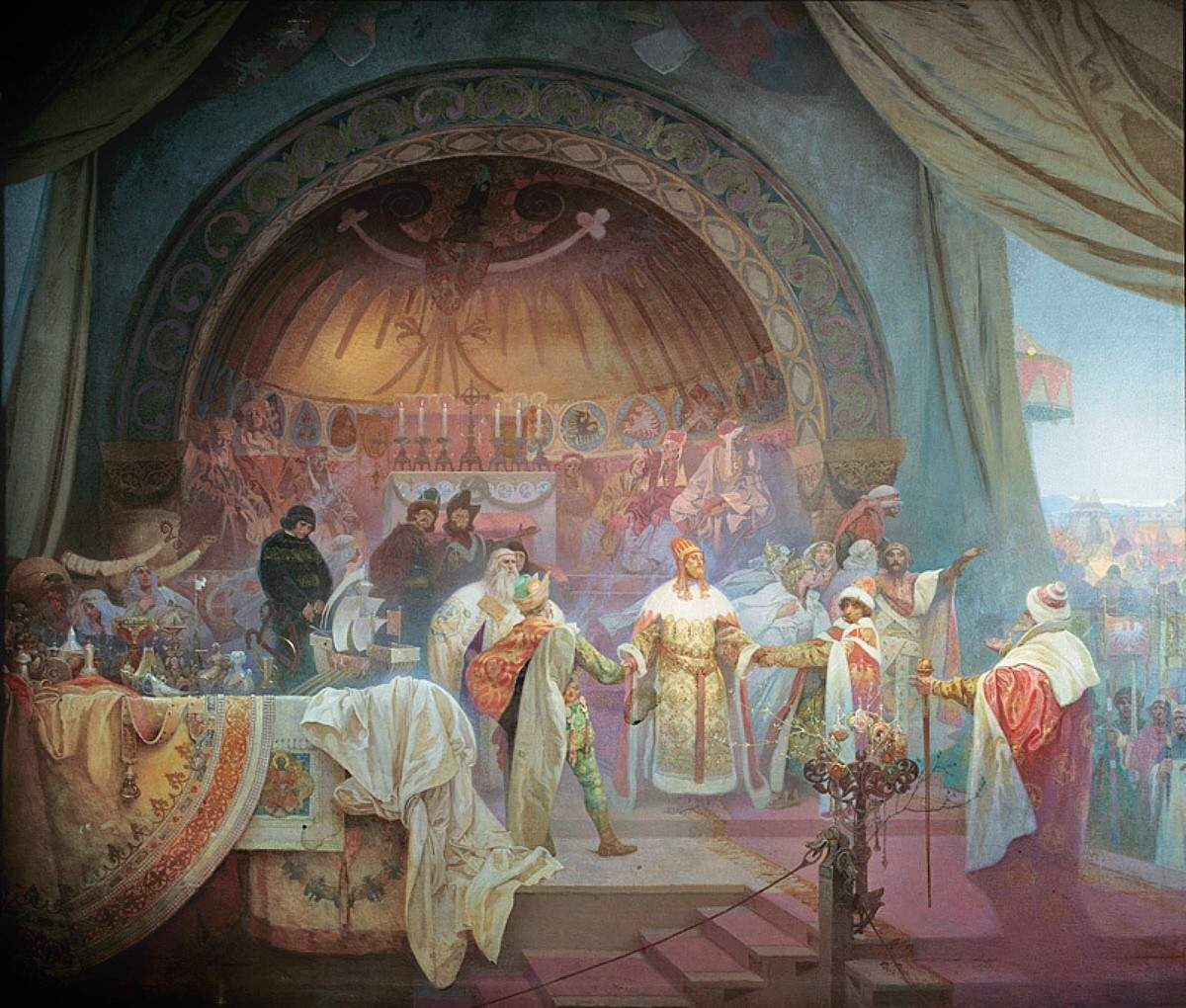
Отакар II. А. Муха

После гибели в сражении на Лейте в 1246 году представителя династии Бабенбергов герцога Фридриха II Воителя в Австрии на несколько лет воцарилась анархия. Многочисленные претенденты на престол не пользовались популярностью у австрийского дворянства, попытки императора Фридриха II Гогенштауфена подчинить себе герцогство также провалились. Ситуацией воспользовались соседние государства — Чехия, Королевство Венгрия, Герцогство Бавария, которые попытались отторгнуть часть приграничных территорий и периодически разоряли австрийские земли. 
В 1250 году желая урегулировать вопрос престолонаследия, австрийские дворяне избрали герцогом Австрии богемского королевича Пржемысла Отакара. Отакар полагал, что имеет некоторые династические права на австрийский престол, поскольку Гертруда, племянница последнего австрийского герцога по имени Фридрих, была первый раз замужем за его братом Владиславом, умершим в 1247 году.
Отакар II вступил в Вену и в феврале 1252 года женился на немолодой уже Маргарите фон  Бабенберг, старшей сестре последнего австрийского герцога и вдове германского короля Генриха VII из династии Штауфенов. Однако Гертруда, племянница Маргариты, также имеющая права на австрийский престол, вышла в это же время (1252 год) замуж за Романа, сына князя Даниила Галицкого, поддерживаемого венгерским королём. В результате началась длительная война за престол между Чехией и Венгрией. Войска Даниила Галицкого, отца Романа, вторглись в Чехию, а венгерская армия в Штирию. Пржемысл Отакар II был разбит у Опавы, однако Даниил Галицкий сам вскоре вышел из войны. В 1254 году между Чехией и Венгрией был заключён мирный договор, предусматривающий признание Отакара II герцогом Австрии и передающий Штирию Венгрии.

## Король Чехии и основатель Кёнигсберга
В 1253 году после смерти своего отца Пржемысл Отакар II взошёл на чешский престол. Воспользовавшись установлением мира с Венгрией, король в 1254 году предпринял по предложению папы римского крестовый поход на язычников Пруссии. Во время похода в январе 1255 года Отакар и Великий магистр Тевтонского ордена Поппо фон Остерна заложили орденскую крепость Кёнигсберг (чеш. Královec) в нижнем течении реки Преголи. Установленные Отакаром дружеские отношения между Чехией и Орденским государством существовали вплоть до середины XV века. Отреставрированная в 2005 году скульптура Отакара на Королевских воротах — единственное его пластическое изображение на территории Калининградской области.

## Расширение государства

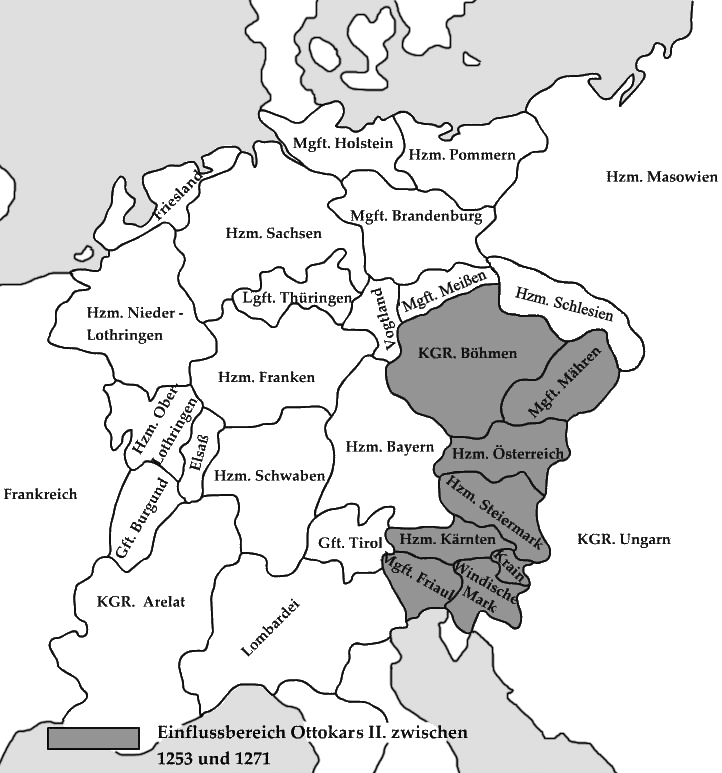
Владения короля Богемии Пржемысла Отакара II в 1253—1271 годах

В своих владениях король проводил политику централизации, опираясь на церковь и города, которым он предоставлял широкие привилегии. Это вызвало возникновение аристократической оппозиции режиму Отакара II. Однако первое время королю удавалось сдерживать оппозиционные настроения (так в 1265 году он приказал разрушить все баронские замки, построенные без королевской санкции) и с успехом заниматься расширением своего государства.
В 1260 году сословия Штирии восстали против венгерской власти, чем воспользовался Пржемысл Отакар II, разбивший армию венгров в битве при Крессенбрунне и присоединивший саму Штирию к своим владениям.
В 1264 году закончилась распря между зальцбургскими архиепископами. Папа Урбан IV заставил обоих претендентов — Филиппа и Ульриха — отказаться от своих претензий и наделил короля Богемии Пржемысла Оттокара правами фогта, а тот назначил архиепископом своего двоюродного брата Владислава Нижне-Силезского. 
Это вызвало недовольство герцогов баварских, и в 1265 году Генрих XIII Баварский вторгся во владения епископов Зальцбурга и Пассау. Война разгорелась с новой силой и прекратилась лишь в 1267 году.
В 1266 году король завладел графством Эгер (Хеб) на крайнем западе Чехии.
В 1269 году после смерти герцога Каринтии и Крайны Ульриха III Спанхейма, завещавшего свои владения Отакару, последний стал правителем этих герцогств. Однако дядя Ульриха, бывший зальцбургский архиепископ Филипп выступил против. Он подговорил короля Иштвана V Венгерского, только что унаследовавшего Беле IV Арпаду, возобновить военные действия. Пржемысл собрал большое войско в своих землях, в 1271 году вторгся в Венгрию, одним ударом взял Пресбург и Нитру, перешёл Дунай и разбил венгров близ Мошона, но из-за недостатка продовольствия был вынужден вернуться назад и распустить большую часть армии. В это время венгры отправили куманскую конницу грабить Нижнюю Австрию, а баварские герцоги вторглись в Верхнюю Австрию. Пржемыслу пришлось заключить прочный мир с Венгрией и баварскими герцогствами.
В 1272 году король был назначен генерал-капитаном Фриули, что сделало его фактическим правителем Аквилейского патриархата и Истрии. В результате в начале 1270-х годов территория государства Пржемысла Отакара II стала охватывать огромную территорию от Судет до Адриатики.

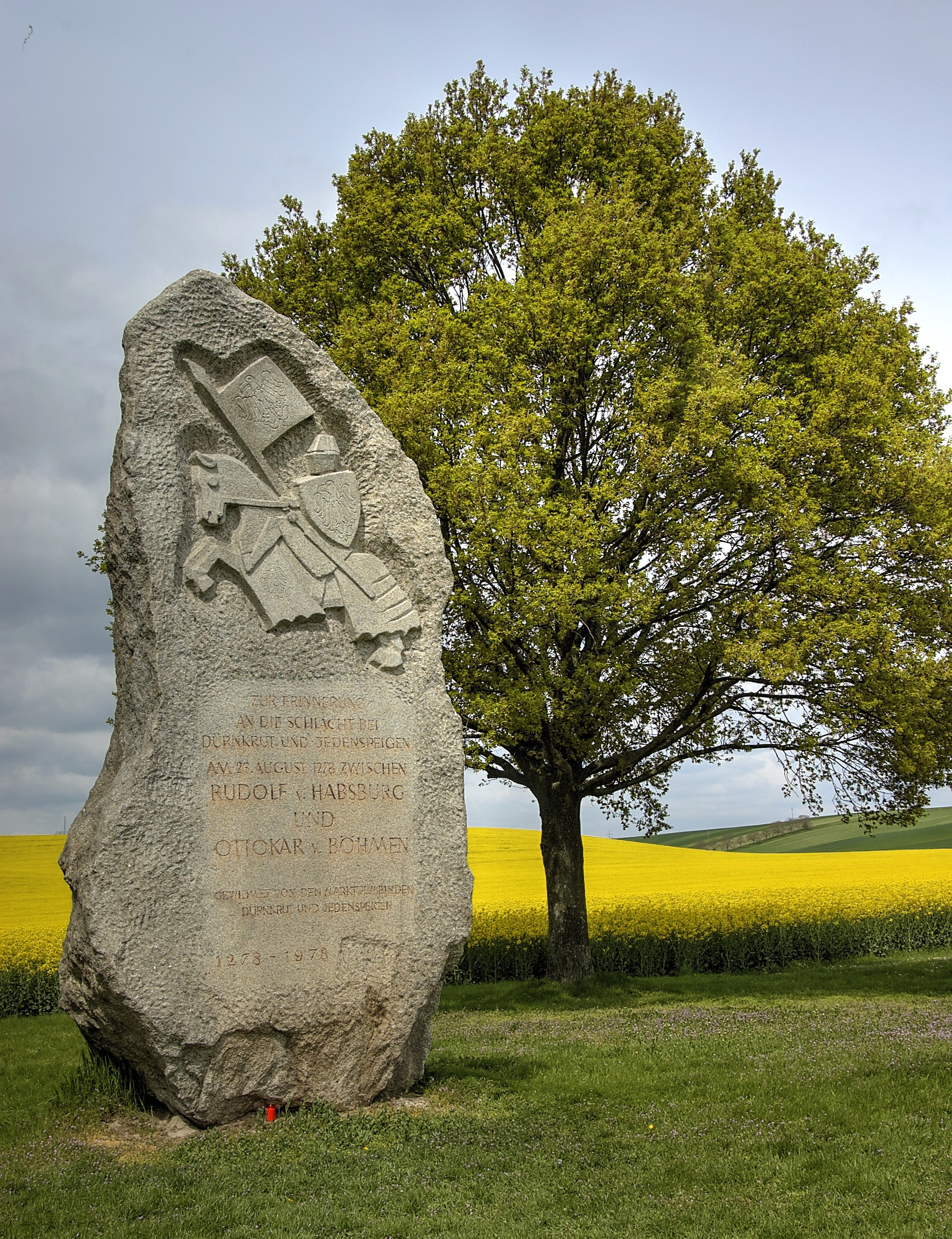
Памятник на Дюрнкрутском поле, где погиб Пржемысл Отакар II

## Борьба с Габсбургами и поражение
Расширение владений Пржемысла Отакара II пришлось на годы хаоса в Германии и непрекращающейся борьбы различных группировок за имперский престол. Отакар деятельно поддерживал анархию в Германии, понимая, что слабость номинальных императоров (графа Ричарда Корнуэльсского и короля Альфонса Кастильского) позволит ему захватывать и удерживать земли, населённые немцами. В то же время он охотно призывал немцев к себе на службу, помогал им расселяться в своём королевстве, чем вызывал недовольство среди чехов. Одновременно Отакар II лелеял надежду самому стать императором.
В 1273 году королём Германии был избран граф Рудольф Габсбург, который начал проводить политику возрождения империи. Ему удалось прийти к соглашению с папой, что позволило ему активно заняться укреплением своей власти в самой Германии. Естественно, что одним из первых противников Рудольфа I стал Пржемысл Отакар II, чьи обширные владения давали ему возможность чувствовать себя независимо от короля Германии. В 1274 году Рудольф потребовал от Отакара II присяги в верности и возвращения имперских ленов, незаконно занятых чешским королём, то есть Австрии, Штирии, Каринтии и Крайны. Отказ Отакара II привёл к объявлению его в 1275 году изменником.
Король Германии нашёл поддержку у австрийского дворянства и епископов Пассау, Зальцбурга, Бамберга и Регенсбурга. Против Пршемысла Отакара поднялись виднейшие дворянские семьи Австрии, Штирии, Каринтии и самой Чехии, где во главе недовольных феодальных родов встал могущественный клан Витковичей. Имперская армия вторглась на территорию Австрии и Штирии и принудила самого Отакара II заключить в 1276 году мир, ценой отказа от всех своих владений, кроме Чехии и Моравии.

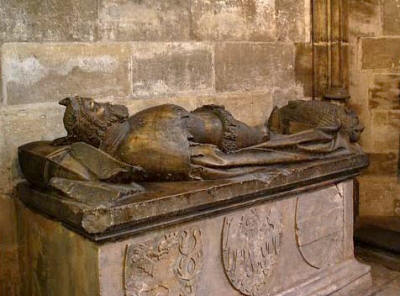
Гробница Пржемысла Отакара II

Однако уже в следующем году Пржемысл Отакар попытался вернуть свои земли силой. В 1278 году в битве у Сухих Крут чешские войска были разбиты армией Рудольфа I (на стороне чешского короля выступали некоторые немецкие княжества, в частности Саксония и Мейсен, на стороне Габсбурга сражались венгры и даже половцы, которых прислал венгерский король Ласло IV). Отакар сражался до конца, находясь в арьергарде, и погиб в битве. После нескольких перезахоронений могила короля была перенесена в 1373 году в собор Святого Вита в Пражском граде.
Смерть Отакара II в 1278 году привела к переходу австрийских земель под власть дома Габсбургов.

## Семья, дети и внуки
1-я жена: (с 1252, развод) Маргарита фон Бабенберг (ум. 1266), дочь Леопольда VI, герцога Австрии. Детей не имели.
2-я жена: (с 1261) Кунгута (Кунигунда) Ростиславна (1245—1285), дочь Ростислава Михайловича, князя Галицкого и Черниговского. Имели 4 детей:
- Йиндржих, умер в младенчестве.
- Кунгута (1265-1321), замужем за Болеславом II Мазовецким, затем аббатиса монастыря Святого Георгия в Праге.
- Анежка (1269—1296), замужем (1289) за Рудольфом II, герцогом Австрии.
- Вацлав II (1271—1305), король Чехии и Польши.
- Кроме того, Пржемысл Отакар имел внебрачное потомство Агнессы фон Кюнринг, придворной дамы королевы Маргариты фон Бабенберг, в том числе:
  - Микулаш I (ок. 1255—1318), узаконен, с 1269 г. герцог Троппау (князь Опавы); его потомки были герцогами Троппау и Ратибора (Рацибора). Его женой, вероятно, была Юстина фон Цоллерн, дочь графа Конрада фон Цоллерн, бургграфа Нюрнберга;
  - Анежка, замужем за Бавором II из Стракониц.
- Внуки Пржемысла Отакара II, дети Вацлава II (от обоих браков):
  - Вацлав III (1289—1306), король Чехии, Венгрии и Польши
  - Анна (1290—1313), замужем (1306) за Генрихом Хорутанским, герцогом Каринтии и королём Чехии
  - Элишка (Альжбета) (1292—1330), замужем за Яном Люксембургским, графом Люксембурга и королём Чехии
  - Маркета (1296—1322), замужем за Болеславом III, князем Легницким
  - Анежка (1305—1337), замужем за Генрихом I, князем Яворским

## В литературе
Упоминается в «Чистилище» Данте Алигьери:

То Оттокар, он, из пелён не встав,

Был доблестней, чем бороду наживший

Его сынок, беспутный Венцслав.

Главный герой драмы австрийского национального поэта Франца Грильпарцера «Величие и падение короля Отакара», где чешскому королю приданы черты Наполеона и шекспировского Ричарда III. Упоминается в антигабсбургском рассказе чешского классика Яны Неруды «Почему Австрия не была разгромлена 20 августа 1849 года пополудни». Его герои мечтают о втором победоносном сражении на Моравском поле: «ибо дух Пршемысла Отакара вопиёт о мести» (входит в цикл «Малостранские повести»). Конфликт Отакара с отцом и битва на Моравском поле изображены в «Картинах из истории чешского народа» Владислава Ванчуры. В трилогии чехословацкой писательницы Людмилы Ваньковой «Лев и Роза» (1977) внимание сосредоточенно на личной и семейной жизни короля.